# Pityrodia
Pityrodia, biljni rod u porodici medićevki smješten je u tribus Chloantheae dio potporodice Prostantheroideae. Pripada mu 20 vrsta australskih endemskih grmova

## Opći opis
Biljke iz roda Pityrodia zimzeleni su grmovi s uspravnim, obično cilindričnim granama; bez eteričnih ulja; smolasti (viskozni ili ljepljivi), ili nesmolasti. Listovi su jednostavni, mrežasto prošarani, a baza im djelomično obavija stabljiku. Cvjetovi se mogu pojaviti pojedinačno ili u skupinama i pokazivati lijevo-desnu simetriju. Mogu biti homostilni ili heterostilni, hermafroditi. Postoji 5 latica koje su spojene na svojim bazama i 5 latica spojenih u cijev. Cijev može imati 5 režnja nejednake veličine na vrhu ili dvije "usne" - gornja usna ima dva režnja, a donja tri. Postoje četiri prašnika od kojih je jedan par duži od drugog. Plod je koštunica koja sadrži do četiri sjemenke.

## Vrste
1. Pityrodia augustensis Munir
2. Pityrodia byrnesii Munir
3. Pityrodia canaliculata A.S.George
4. Pityrodia chrysocalyx (F.Muell.) C.A.Gardner
5. Pityrodia gilruthiana Munir
6. Pityrodia hemigenioides (F.Muell.) Benth.
7. Pityrodia iphthima K.A.Sheph.
8. Pityrodia jamesii Specht
9. Pityrodia lanuginosa Munir
10. Pityrodia lepidota (F.Muell.) E.Pritz.
11. Pityrodia loricata (F.Muell.) E.Pritz.
12. Pityrodia obliqua W.Fitzg.
13. Pityrodia puberula Munir
14. Pityrodia pungens Munir
15. Pityrodia salviifolia R.Br.
16. Pityrodia scabra A.S.George
17. Pityrodia serrata Munir
18. Pityrodia spenceri Munir
19. Pityrodia ternifolia (F.Muell.) Munir
20. Pityrodia viscida W.Fitzg.